# جامعة بكين للتكنولوجيا الكيميائية
جامعة بكين للتكنولوجيا الكيميائية هي جامعة حكومية صينية مختصة بالتكنولوجية. تأسست الجامعة عام 1958 وهي جزء من وزارة التربية والتعليم. صنفتها وزارة التعليم الصينية جامعة من الدرجة الأولى المزدوجة.

## أنظر أيضا
- قائمة جامعات الصين